# Коровкин, Павел Петрович
Павел Петрович Коровкин (1913—1985) — советский математик, доктор физико-математических наук, профессор.
Автор более 50 работ, в числе которых учебники для вузов (2-х томный курс «Математического анализа»), некоторые из его трудов переведены на другие языки.

## Биография
Родился 9 июля (16 июля по новому стилю) 1913 года в городе Весьегонске Тверской губернии в крестьянской семье.
С 1914 по 1920 год воспитывался в Весьегонском приюте, куда отдала его одинокая мать, работавшая в приюте прачкой. Затем мальчик учился в Весьегонской школе 2-й ступени, проявив способности в математике. После окончания школы уехал на заработки в Ленинград, где сначала работал на фабрике, а в 1931 году поступил на механико-математический факультет Ленинградского государственного университета. Окончив университет в 1936 году, продолжил обучения в аспирантуре. В 1939 году, защитив кандидатскую диссертацию, был направлен на работу в Калининский педагогический институт (ныне Тверской государственный университет).
С самого начала Великой Отечественной войны ушёл добровольцем ушёл на фронт. Был командиром артиллерийского взвода, командиром батареи, заместителем командира полка по строевой части. После Великой Отечественной, участвовал в Советско-японской войне, где был начальником противовоздушной обороны фронта.
После войны заведовал кафедрой математического анализа Калининского педагогического института. В 1947 году защитил докторскую диссертацию на тему «Множество рядов сходимости полиномов. Ортогональные полиномы», в 1948 году Коровкину было присвоено звание профессора. Некоторое время работал на предприятиях оборонного комплекса и одновременно преподавал высшую математику в Московском государственном университете. С 1953 года являлся профессором, заведующим кафедрой высшей математики Московского автодорожного института (ныне Московский автомобильно-дорожный государственный технический университет), с 1970 по 1985 год заведовал кафедрой математического анализа Калужского педагогического института (ныне Калужский государственный университет имени К. Э. Циолковского).
Умер 11 августа 1985 года в Калуге.

## Память
- В 2007 году в учебном корпусе Весьегонского филиала МАДИ П. П. Коровкину была открыта мемориальная доска с барельефом ученого (автор — художник В. Г. Арефьев).
- В 2015 году в Калуге в память о выдающемся ученом была издана книга Светланы Гусевой «Математик из Весьегонска: документально-художественная повесть». Презентация книги состоялась в Калужском государственном университете им. К. Э. Циолковского на Международной конференции математиков, посвящённой памяти П. П. Коровкина, в которой приняли участие ученые из 23 вузов России и представители пяти стран мира.

## Заслуги
- Был награждён военными наградами: орденами Отечественной войны 2-й степени и Красной Звезды, а также медалями, в числе которых «За оборону Москвы», «За победу над Германией в Великой Отечественной войне 1941—1945 гг.» и «За победу над Японией»[3]. За труд в мирное время был награждён орденом Знаком Почёта и медалью «За трудовую доблесть»[1].
- Удостоен звания «Заслуженный деятель науки РСФСР» (1981), а также нагрудных знаков «Отличник народного просвещения РСФСР» и «Отличник народного просвещения СССР»[1].